# Aromantičnost

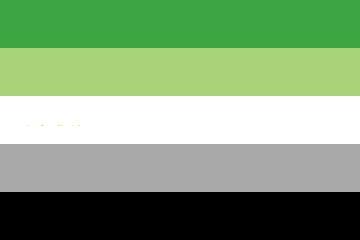
Vlajka aromantiků

Aromantičnost (anglicky: aromanticism) je romantická orientace vyznačující se nepřítomností romantické přitažlivosti k ostatním. Člověk s touto orientací se nazývá aromantik (zkráceně aro). Na rozdíl od ostatních lidí, kteří pociťují potřebu udržovat romantické vztahy, aromantici jsou spokojeni s přátelstvími a s jinými neromantickými vztahy, které však mohou mít stejnou váhu jako pro jiné lidi vztahy romantické. Aromantik může cítit platonické druhy lásky k přátelům, ke své rodině, jenom necítí lásku romantickou. Co odlišuje romantické a neromantické vztahy se může lišit z osoby na osobu, ale často jde o fyzický kontakt (jako například držení za ruce, objímání, líbání atd.). Aromantik také může cítit sexuální přitažlivost. Aromantičnost je obyčejně považována za vrozenou vlastnost, a ne osobní volbu, stejně jako absence sexuální přitažlivosti u asexuálů.
Aromantická orientace není totéž, co orientace asexuální. Zatímco aromantici nejsou k ostatním přitahováni romanticky, asexuálové nejsou přitahováni sexuálně. Někteří aromantici i přes to, že netouží po romantickém vztahu, chtějí navazovat vztahy sexuální podobně, jako někteří asexuálové chtějí mít romantické vztahy, i když je partner sexuálně nepřitahuje. Spojení asexuality a aromantičnosti je však vcelku časté, podobně jako je obvykle spojena homoromantická orientace s orientací homosexuální atd. Stejně tak se však v některých případech mohou romantická a sexuální orientace rozcházet.

## Aromantické spektrum
Aromantické spektrum, někdy také zkráceně arospec nebo zjednodušeně aromantičnost, je spektrum romantických identit či orientací, které leží na pomyslné škále mezi aromantickou orientací (včetně) a ostatními romantickými orientacemi (hetero, homo, bi atd.). Spadá sem šedá oblast, demiromantičnost atd., zjednodušeně všechny romantické (mikro)identity, jejichž vnímání romantické přitažlivosti je nějakým způsobem sníženo oproti běžnému stavu. Termín vznikl jako zastřešující označení pro aromantičnosti podobné projevy romantické orientace, jelikož se všechny setkávají s podobnými pocity, komplikacemi či předsudky.
Můžeme se setkat i s označením A-spektrum, Aspec či A-spec, který označuje jak aro spektrum, tak také asexuální spektrum.
Některé typy lidí z arospektra jsou:
- grey-romantik = člověk, který je na spektru někde mezi aromantikem a romantikem. Člověk, který je grey-romantik může například:

1. pociťovat romantickou přitažlivost – ale jen výjimečně
2. pociťovat romantickou přitažlivost, ale nemusí chtít romantický vztah
3. chtít mít vztahy, které nejsou ani platonické, ani romantické

- demiromantik = člověk, který primárně nepociťuje romantickou přitažlivost vůči ostatním, ale může cítit romantickou přitažlivost k člověku, ke kterému si vybuduje citový vztah

## Aromantik a vztahy
Je důležité zmínit, že aromantici nepostrádají citové nebo osobní vztahy s ostatními, ale jenom nemají potřebu vytvářet vztahy romantického charakteru. Pro aromantika je možné být zapojen a užívat si hluboký oddaný vztah s jinou osobou, ale tyto vztahy jsou nejčastěji blízká přátelství a ne záměrně vytvořené vztahy jako u romantických vztahů. Ve spoustě případů aromantici touží mít někoho, kdo pro ně bude mít pochopení a kdo se do nich dokáže vcítit. Vztah aromantika s takovou osobou dokáže existovat čistě platonicky, ale může být i sexuální.
Mezi některé vztahy bližší těm romantickým, než je přátelství, lze u aromantiků zařadit:
- squish = neromantický, platonický ekvivalent pro slovo crush (crush = milostné vzplanutí nebo v tomto smyslu osoba která je příčinou onoho vzplanutí)
- queerplatonický vztah = vztah, který je pro aromantika víc než běžné přátelství, ale není to romantický vztah